# WBST
WBST ist die Hauptstation des Indiana Public Radio aus Muncie in Indiana. Der Sender strahlt auf  UKW 92,1 MHz mit 3 kW ERP ab. Das Suffix steht für den Besitzer der Station Ball STate, die Ball State University. Die Station ist Mitglied des National Public Radio.

## Geschichte
Die Geschichte des Indiana Public Radio ist stark mit der seines ersten Senders WBST verknüpft.
1951 begann WBST mit seiner ersten Ausstrahlung. 1960 erhielt die Ball State ihre erste UKW-Lizenz und ging mit einer 10-Watt-Station sechs Stunden am Tag auf Sendung. 1961 wurde ein hoher Sendemast nahe den WBST-Studios aufgestellt. 1966 wurde David Letterman Teil eines „9-man news team“, das über die Vorwahlen berichtete. Im Dezember 1978 erhielt WBST einen neuen 3-KW-Sender. 1980 schließlich, nach mehr als 20 Jahren Sendebetrieb, wurde WBST Mitglied des National Public Radio. Die Station erhielt mehr Unterstützung von der Ball State University und der Corporation for Public Broadcasting.
1997 expandierte die Station schließlich zu einem ganzen Senderverbund und nennt sich seit 1998 Indiana Public Radio auf Sendung.